# رجل القرد (فلم)
رجل القرد (بالإنجليزية: Monkey Man) هو فيلم أكشن، وفيلم إثارة أُصدر في 11 مارس 2024، في جنوبًا من الجنوب الغربي 2024 ‏. الفيلم من إنتاج برون ستوديوز ‏، و، وثندر رود بروداكشن، وتولّت يونيفرسال بيكشرز، ويو آي بي دونا ‏ توزيعه، وهو من إخراج ديف باتيل، أما السيناريو فكان من كتابة ديف باتيل، و، و.

## طاقم التمثيل
- ديف باتيل
- إسكندر خير
- سوبهيتا دوليبالا
- فيبين شارما  [لغات أخرى]‏
- شارلتو كوبلي

## الاستقبال

### الميزانية والإيرادات
بلغت ميزانيّة الفيلم 10,000,000 دولار أمريكي.